# Ivan Avsenek
Ivan Avsenek, slovenski gospodarstvenik in politik, * 28. april 1889, Vrbnje, † 29. februar 1972, Cleveland.
Na Dunaju je 1911 končal eksportno akademijo. Pred 2. svetovno vojno je bil eden najpomembnejših predstavnikov industrijskega in finančnega kapitala na Slovenskem. Med narodnoosvobodilnim bojem je bil član vodstva protirevolucije. Gmotno je podpiral belo gardo ter se zavzemal za ustanovitev Slovenske legije in Slovenske zaveze. Po kapitulacija Italije 1943 je deloval pri t. i. Slovenskem odboru v Rimu. Po koncu vojne je ostal v tujini.